# USS Fall River (CA-131)
USS Fall River (CA-131) – amerykański ciężki krążownik typu Baltimore z okresu II wojny światowej.
Jednostkę zamówiono 9 lipca 1942, stępkę położono 12 kwietnia 1943. Został zwodowany 13 sierpnia 1944 w stoczni New York Shipbuilding Corp. w Camden. Matką chrzestną była żona burmistrza Fall River Alexandra C. Murraya. Wszedł do służby 1 lipca 1945, pierwszym dowódcą został komandor D. S. Crawford.
31 października 1945 „Fall River” dotarł do Norfolk. Następnie uczestniczył w eksperymentalnych operacjach do 31 stycznia 1946. Krążownik został wtedy przydzielony do zespołu JTF 1, zorganizowanego do przeprowadzenia operacji Crossroads, czyli testów broni atomowej na wyspach Marshalla w lecie 1946. W ramach przygotowań do tej operacji okręt przepłynął do San Pedro. Tam od 16 lutego do 6 marca był przebudowany by mógł pełnić funkcję okrętu flagowego. Do Pearl Harbor dotarł 17 marca. Tam na pokład wszedł kontradmirał F. G. Fahrion - dowódca grupy jednostek uczestniczących w operacji jako okręty-cele, pod jego dowództwem okręt wyruszył na wyspy Marshalla gdzie przebywał od 21 maja do 14 września.
Po szkoleniu przeprowadzonym na zachodnim wybrzeżu USA „Fall River” odbył pomiędzy 12 stycznia 1947 a 17 czerwca 1947 turę służbową na Dalekim Wschodzie jako okręt flagowy Cruiser Division 1. Wrócił do Puget Sound Navy Yard i został wycofany ze służby i umieszczony w rezerwie 31 października 1947.